# Jornada Mundial de la Juventud 1985
El Raduno dei giovani in occasione dell'Anno internazionale della gioventù (en español Reunión de jóvenes en ocasión del Año Internacional de la Juventud) o la Jornada Mundial de la Juventud de 1985 se llevó a cabo en Roma, durante los días 30 y 31 de marzo del año 1985, convirtiéndose en el segundo mayor encuentro internacionales llevado a cabo por la Iglesia católica, y aunque no fue denominado como Jornada Mundial de la Juventud, en la actualidad se le considera como el nacimiento de estos eventos, que empezarían a llamarse así al año siguiente.
Después del Jubileo de los Jóvenes celebrado en Roma el año anterior, en ocasión del año santo, el papa Juan Pablo II organizó de nuevo este encuentro juvenil para el domingo de ramos del año 1985, coincidiendo con el Año Internacional de la Juventud proclamado de la ONU.

## Desarrollo del evento

### Sábado 30 de marzo
El Papa se reunió por primera vez con los jóvenes católicos que vinieron a este evento en la Plaza de San Juan de Letrán a las 6 de la tarde de ese día. Durante el encuentro hizo entrega a los asistentes la carta apostólica "A los jóvenes y a las jóvenes del mundo", escrita por el Papa para la ocasión. Durante esa noche, se realizaron vigilias de adoración eucarística cerca de algunas iglesias de la ciudad.

### Domingo 31 de marzo
En la madrugada del domingo, a partir de las horas 6, los participantes a la JMJ formaron tres marchas que se unieron en Vía de la Conciliación llegando juntos a la Plaza San Pedro, donde se celebró la misa final del encuentro.
Se estima que entre 250.000 y 350.000 fueron las personas que acudieron a esta misa, en su mayoría población italiana; veinte mil españoles y cinco mil peregrinos procedentes de los países del Este Europa (como Polonia, Yugoslavia y Hungría). También se registró presencias en el evento en Roma de jóvenes procedentes de Alaska, el Líbano, algunos países de África y de Extremo Oriente. También el evento contó con la presencias de personalidades y practicantes de otras confesiones cristianas (sobre todo protestantes ingleses), y algunos de otras confesiones no cristianas (como unos cuatrocientos budistas japoneses).

## Himno de la JMJ 1985
El himno Resta qui con noi (Quédate aquí con nosotros), del grupo musical Gen Rosso, fue compuesto para el encuentro e inauguró la tradición de adoptar un himno oficial para cada edición de la JMJ.

## La institución de las JMJ
Visto el éxito de la jornada, el 20 de diciembre del mismo año el Papa proclamó oficialmente la creación de las Jornadas Mundiales de la Juventud, que se llevarían a cabo cada año en todas las diócesis del mundo el domingo de pascua. Sin embargo, en una frecuencia de 2 o 3 años, este evento se lleva a cabo a nivel internacional en alguna ciudad seleccionada por el Consejo Pontificio para los Laicos.